# Robert Budina
Robert Janaq Budina (ur. w Korczy) – albański reżyser, scenarzysta i producent filmowy, brat aktora Edmonda Budiny.

## Życiorys
Ukończył studia reżyserskie w Akademii Sztuk w Tiranie. W 2001 razem z Sabiną Kodrą założył firmę producencką ERAFILM PRODUCTION, realizującą seriale telewizyjne i filmy fabularne. Debiutem reżyserskim Budiny był krótkometrażowy obraz Luleborē, a pierwszym filmem pełnometrażowym Agon, zaprezentowany na 30 festiwalach filmowych i nagrodzony na festiwalu SEE w Paryżu za najlepszy scenariusz. 
Dwie kolejne fabuły Budiny, Agon i Kropla wody, zostały wyselekcjonowane jako albańscy kandydaci do Oscara dla najlepszego filmu międzynarodowego.
Budina był aktywnym uczestnikiem protestu środowisk artystycznych przeciwko zburzeniu Teatru Narodowego w Tiranie. Film Budiny Schronienie w chmurach zaprezentowano w 2019 na IV Festiwalu Filmów Chrześcijańskich Arka. W październiku 2024 odwiedził Warszawę, przy okazji premiery jego najnowszego filmu Kropla wody.

## Filmografia
- 2004: Luleborē
- 2008: Spiderman 5
- 2012: Agon
- 2018: Schronienie w chmurach
- 2022: Sheshi i fuqise (serial TV)
- 2024: Kropla wody